# Marcus Wallenberg
Marcus Wallenberg (ur. 5 października 1899 w Sztokholmie, zm. 13 września 1982 tamże) – szwedzki żeglarz, olimpijczyk.
Na regatach rozegranych podczas Letnich Igrzysk Olimpijskich 1936 wystąpił w klasie 8 metrów zajmując 4. pozycję. Załogę jachtu Ilderim tworzyli również Wilhelm Moberg, Tore Holm, Per Gedda, Detlow von Braun i Bo Westerberg.